# 2022년 모르비 다리 붕괴 사고
2022년 모르비 다리 붕괴 사고(2022 Morbi bridge collapse)는 2022년 10월 30일 인도 구자라트주 모르비에서 마흐추강 위의 보행자 현수교인 줄토풀이라는 다리가 무너진 사고이다. 이 사고로 인해 최소 141명이 사망하였다.

## 같이 보기
- 2023년 오디샤주 열차 충돌 사고
- 성수대교 붕괴 사고